# Frédéric de Girard
Frédéric de Girard ( 1810 - 1851 ) fue un botánico francés, que trabajó extensamente con la familia de las lentibulariáceas, con énfasis en el género Utricularia L.

## Algunas publicaciones
- 1840. Description d'un genre nouveau de la famille des Plumbaginées, nommé Bubania: et de quelques nouvelles espèces d'afrique, appartenànt soit à ce genre, soit à celui des Statice. 10 pp.
- 1844. Armerlae et statius generum species... novas proponit

### Libros
- auguste f.c.p. de Saint-Hilaire, frédéric de Girard. 1839. Monographie des Primulacées et des Lentibulariées du Brésil méridional et de la République Argentine. Ed. P. Renouard. 36 pp.

- La abreviatura «Girard» se emplea para indicar a Frédéric de Girard como autoridad en la descripción y clasificación científica de los vegetales.[1]